# Pavel Sivakov
Pavel Alexejevič Sivakov (rusky Павел Алексеевич Сиваков; * 11. července 1997) je francouzský profesionální silniční cyklista jezdící za UCI WorldTeam UAE Team Emirates XRG. Je také občanem Ruska a do 2. března 2022 tuto zemi také reprezentoval.

## Kariéra

### Team Sky (2018–2023)
V srpnu 2017 bylo oznámeno, že Sivakov podepsal tříletý kontrakt s UCI WorldTeamem Team Sky od sezóny 2018.
V srpnu 2018 byl Sivakov jmenován na startovní listině Vuelty a España 2018. V dubnu 2019 vyhrál Sivakov druhou etapu Tour of the Alps a získal tak své první profesionální vítězství. Po etapě se též stal lídrem celkového pořadí, na jehož čele se udržel až do cíle. Stal se tak celkovým vítězem závodu s náskokem 27 sekund na týmového kolegu Tao Geoghegana Harta.
V květnu 2019 byl Sivakov jmenován na startovní listině Gira d'Italia 2019. Závod dokončil na devátém místě v celkovém pořadí, ačkoliv to byla jeho pouze druhá účast na Grand Tours.
V srpnu 2019 získal celkové vítězství na Tour de Pologne po druhém místě v úvodní vrchařské etapě a dojezdu s ostatními favority v poslední etapě. Po jejím dojezdu převzal Sivakov dres lídra poté, co předchozí lídr Jonas Vingegaard ztratil velké množství času. V šesté etapě dojel Sivakov před v cíli druhým Jaiem Hindleym a díky bonusovým sekundám si s náskokem 2 sekund dojel pro žlutý dres. V srpnu 2020 byl Sivakov jmenován na startovní listině Tour de France 2020.

### UAE Team Emirates (2024–)
V srpnu 2023 bylo oznámeno, že Sivakov podepsal tříletý kontrakt s UCI WorldTeamem UAE Team Emirates od sezóny 2024.

## Osobní život
Sivakov je synem bývalých ruských cyklistů Alexeje Sivakova a Alexandry Koljaševové. Narodil se v Itálii, ale vyrůstal v obci Soueich ve francouzském departementu Haute-Garonne. V mládežnických kategoriích začal reprezentovat Rusko. Na začátku března 2022 však začal reprezentovat Francii kvůli svému nesouhlasu s ruskou invazí na Ukrajinu.

## Hlavní výsledky
2014
Ronde des Vallées
 celkový vítěz
vítěz 1. etapy
Grand Prix Rüebliland
2. místo celkově
2015
Národní šampionát
 vítěz časovky juniorů
Oberösterreich Juniorenrundfahrt
 celkový vítěz
 vítěz bodovací soutěže
vítěz 2. etapy
vítěz Ronde van Vlaanderen Junioren
Internationale Niedersachsen-Rundfahrt
3. místo celkově
2016
Giro della Valle d'Aosta
vítěz 1. etapy (TTT)
Tour de Berlin
vítěz prologu (TTT)
2. místo Lutych–Bastogne–Lutych Espoirs
Olympia's Tour
2. místo celkově
 vítěz soutěže mladých jezdců
2017
Ronde de l'Isard
 celkový vítěz
 vítěz soutěže mladých jezdců
vítěz etap 2 a 4
Giro della Valle d'Aosta
 celkový vítěz
vítěz 3. etapy
Giro Ciclistico d'Italia
 celkový vítěz
 vítěz soutěže mladých jezdců
Tour de l'Avenir
 vítěz vrchařské soutěže
vítěz 9. etapy
Tour de Normandie
 vítěz vrchařské soutěže
Olympia's Tour
2. místo celkově
2018
Národní šampionát
2. místo časovky
Settimana Internazionale di Coppi e Bartali
4. místo celkově
 vítěz soutěže mladých jezdců
vítěz etapy 1b (TTT)
2019
Tour of the Alps
 celkový vítěz
 vítěz soutěže mladých jezdců
vítěz 2. etapy
Tour de Pologne
 celkový vítěz
Tour of Britain
4. místo celkově
Herald Sun Tour
8. místo celkově
 vítěz soutěže mladých jezdců
Route d'Occitanie
8. místo celkově
Giro d'Italia
9. místo celkově
2020
Tour Down Under
 vítěz soutěže mladých jezdců
Route d'Occitanie
2. místo celkově
2. místo Cadel Evans Great Ocean Road Race
2021
Vuelta a Burgos
4. místo celkově
Tour of the Alps
6. místo celkově
Mistrovství Evropy
9. místo silniční závod
Vuelta a España
lídr  po etapách 7 a 8
2022
Vuelta a Burgos
 celkový vítěz
2. místo Clásica de San Sebastián
Volta a la Comunitat Valenciana
9. místo celkově
Tour of the Alps
10. místo celkově
2023
vítěz Giro della Toscana
2. místo Grand Prix Cycliste de Montréal
2. místo Coppa Sabatini
3. místo Memorial Marco Pantani
Deutschland Tour
4. místo celkově
Étoile de Bessèges
5. místo celkově
Kolem Rakouska
5. místo celkově
Tour of the Alps
7. místo celkově
Paříž–Nice
9. místo celkově
Vuelta a Andalucía
10. místo celkově
2024
2. místo celkově Giro d'Abruzzo
vítěz 4. etapy
6. místo Il Lombardia
6. místo Coppa Bernocchi
Vuelta a España
9. místo celkově
2025
vítěz Vuelta a Andalucía

### Výsledky na etapových závodech
| Výsledky na Grand Tours        |      |      |      |      |      |      |      |
| Grand Tour                     | 2018 | 2019 | 2020 | 2021 | 2022 | 2023 | 2024 |
| Giro d'Italia                  | —    | 9    | —    | DNF  | 16   | DNF  | —    |
| Tour de France                 | —    | —    | 87   | —    | —    | —    | 32   |
| Vuelta a España                | DNF  | —    | —    | 35   | DNF  | —    | 9    |
| Výsledky na etapových závodech |      |      |      |      |      |      |      |
| Závod                          | 2018 | 2019 | 2020 | 2021 | 2022 | 2023 | 2024 |
| Paříž–Nice                     | —    | —    | —    | —    | —    | 9    | —    |
| Tirreno–Adriatico              | —    | —    | —    | 19   | —    | —    | —    |
| Volta a Catalunya              | —    | 30   | NS   | —    | DNF  | —    | 85   |
| Kolem Baskicka                 | DNF  | —    | NS   | —    | —    | —    | —    |
| Tour de Romandie               | 53   | —    | NS   | —    | —    | —    | 18   |
| Critérium du Dauphiné          | —    | —    | 11   | —    | —    | —    | DNF  |
| Tour de Suisse                 | 14   | —    | NS   | 46   | —    | —    | —    |

| —   | Nezúčastnil se |
| DNF | Nedokončil     |
| NS  | Nekonalo se    |